# پلنت ۴۱۰
پلنت ۴۱۰ (اوکراینی: Завод 410) شرکت دولتی هوافضای اوکراینی است، که در سال ۱۹۴۸ تأسیس شد.